# Enrique IV de Brabante

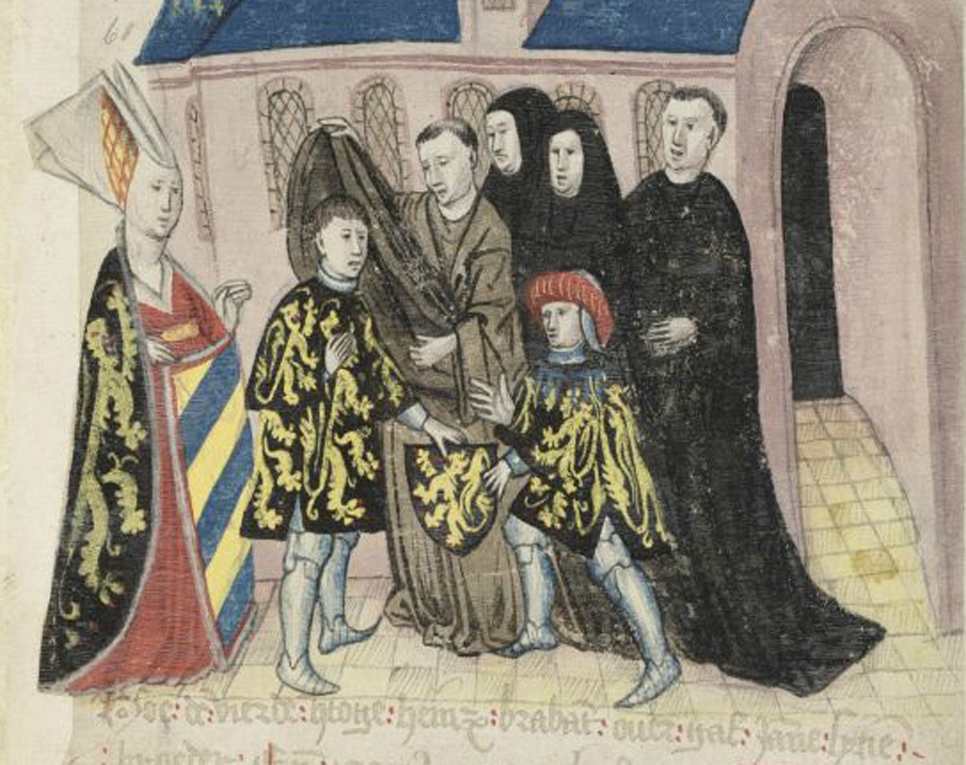
Jan van Boendale. Renuncia de Enrique IV para profesar en religión; ilustración de Brabantsche yeesten.

Enrique IV de Brabante, nacido hacia 1250 y fallecido después de 1272, fue duque de Brabante entre 1261 y 1267. Fue hijo de Enrique III de Brabante y de Adelaida de  Borgoña.
A la muerte de su padre en 1261, siendo Enrique menor de edad, su madre se encargó de la tutela. Esta regencia fue disputada por su tío Enrique I, landgrave de Hesse, y por Enrique de Gaesbeek, nieto de Enrique I de Brabante, pero ambos fueron rechazados por los señores y las ciudades brabanzonas y Adelaida, mediante sobornos, logró hacer desistir a Gaesbeek de sus pretensiones, que amenazaba con imponer por la fuerza de las armas. La exclusión del consejo de regencia de Arnulfo, barón de Wesemael y almirante de Brabante, provocó disensiones y enfrentamientos en Lovaina, al tomar Arnulfo partido a favor de Enrique frente a las intenciones de Adelaida de pasar el ducado a su hermano menor, Juan I, dados los problemas de salud y retraso mental que presentaba el mayor. 
El 23 de mayo de 1267, una vez que los hermanos alcanzaron la mayoría de edad, ante la asamblea general de los estados reunida en Kortenberg, Enrique renunció a todos sus derechos al ducado en favor de su hermano, retirándose a continuación al monasterio de San Benigno en Dijon (Borgoña), donde profesó el 1 de octubre de 1269 como monje de la Orden de San Agustín. Consta que vivía aún en 1272, pero se ignora la fecha de su muerte.